# 三峡旅游职业技术学院
30°40′10″N 111°25′19″E / 30.66953°N 111.42197°E
三峡旅游职业技术学院，位于湖北省宜昌市汉宜大道职教园，是宜昌市政府主办的全日制普通高等职业院校，成立于2009年11月28日。